# Burcht van Satzvey
De burcht van Satzvey is een Rijnlandse waterburcht in de Duitse plaats Satzvey, deel van de Noord-Oostelijke Eifel. 

## Geschiedenis
Hij gaat terug op een twaalfde-eeuws vroonhof en heeft de kenmerken van het burchttype dat door de ministeriaaladel werd opgetrokken in vlakke streken. Voor- en hoofdburcht waren afzonderlijk omwald. Heinrich von Krauthausen liet in 1396 een vrijstaand hoofdgebouw van twee verdiepingen optrekken in gotische stijl. In de 15e eeuw werd de burcht verder versterkt door toevoeging van een huis met dubbeltoren en een dwingel. Met de Noordtoren en Noordmuur zijn dit nog steeds de oudste delen van de burcht.
In deze vorm bleef het geheel min of meer bestaan tot 1882, toen Dietrich Graf Wolff Metternich zur Gracht, heer van Satzvey (1853-1923) de vervallen gebouwen liet renoveren, nieuwe torens en gebouwen optrekken en grote delen van de wallen droogleggen. Hij liet zich daarbij leiden door het vroeg-14e-eeuwse uitzicht. In de Tweede Wereldoorlog werd de burcht zwaar beschadigd en nadien hersteld.
In de burcht van Satzvey worden tegenwoordig ridderspelen, markten en allerhande middeleeuwse folklore georganiseerd. Er is ook een valkerij. Doorheen het jaar is de burcht toegankelijk voor het publiek.